# KC LNG Tech
케이씨엘엔지테크주식회사(KC LNG Tech. Co., Ltd.)는 한국가스공사와 대한민국의 조선 3사(대우조선, 삼성중공업, 현대중공업)가 기술개발을 완료하고 이를 사업화하기 위하여 설립한 회사이다. LNG 화물창 국산화를 꾀한다.